# Sir Safety Umbria Volley Perugia 2014-2015
Questa voce raccoglie le informazioni riguardanti la Sir Safety Umbria Volley Perugia nelle competizioni ufficiali della stagione 2014-2015.

## Stagione
La stagione 2014-15 è per la Sir Safety Umbria Volley Perugia la terza consecutiva in Serie A1; cambia l'allenatore, la scelta cade su Nikola Grbić, mentre l'ossatura della rosa rimane la stessa rispetto all'annata precedente: le novità riguardano infatti le uscite di Konstantin Čupković, Giuseppe Della Corte, Dore Della Lunga, Mihajlo Mitić, Nemanja Petrić e Andrea Semenzato e le entrate di Thomas Beretta, Luciano De Cecco, Christian Fromm, Gabriele Maruotti e Joseph Sunder; sono confermati Aleksandar Atanasijević, Simone Buti, Rocco Barone, Andrea Giovi e Adriano Paolucci.
Il campionato si inizia con due sconfitte di fila, per poi proseguire con sei vittorie consecutive: dopo lo stop alla decima giornata contro l'Associazione Sportiva Volley Lube, la squadra di Perugia riprende il suo cammino vincendo le ultime tre partite del girone di andata e chiudendo al quarto posto in classifica, qualificandosi anche per la Coppa Italia. Anche il girone di ritorno si apre con due sconfitte a cui fanno seguito due successi: dopo aver perso contro il BluVolley Verona, il club umbro si aggiudica tre partite, prima di perdere nuovamente contro la formazione di Treia; chiude la regular season con altre tre vittorie e la conferma del quarto posto in classifica. Nei quarti di finale dei play-off scudetto perde gara 1 contro la squadra di Verona, ma riesce ad avanzare al turno successivo grazie al successo nelle due gare successive; nelle semifinali sfida la Trentino Volley: arrivate a gara 3 con una vittoria a testa, saranno i trentini a guadagnarsi la qualificazione alla serie finale grazie al successo per 3-2.
Qualificata alla Coppa Italia grazie al quarto posto al termine del girone di andata della Serie A1 2014-15, la Sir Safety Umbria Volley Perugia vince i propri quarti di finale battendo per 3-0 il Blu Volley Verona: viene poi eliminata dalla competizione a seguito della sconfitta per 3-2 contro la Trentino Volley.
Il terzo posto nella regular season e il raggiungimento della serie finale nella Serie A1 2013-14 consente alla squadra perugina di partecipare per la prima volta ad una competizione europea, ossia alla Champions League; superata la fase a gironi con il primo posto nel proprio raggruppamento con cinque vittorie e una sola sconfitta, nei play-off a 12 vince la gara di andata e quella di ritorno il Klub Sportowy Jastrzębski Węgiel, mentre nei play-off a 6 vince la gara di andata per 3-2, ma perde quella di ritorno per 3-1 contro il Klub Piłki Siatkowej Skra Bełchatów, venendo eliminata dalla competizione.

## Organigramma societario
Area direttiva
- Presidente: Gino Sirci
- Vicepresidente: Maurizio Sensi
- Segreteria generale: Rosanna Rosati

Area organizzativa
- Direttore sportivo: Benedetto Rizzuto
- Dirigente: Egeo Baldassarri
- Logistica: Piero Bizzarri

Area tecnica
- Allenatore: Nikola Grbić
- Allenatore in seconda: Carmine Fontana
- Assistente allenatore: Andrea Piacentini
- Scout man: Gianluca Carloncelli, Francesco Monopoli
- Responsabile settore giovanile: Marco Taba

Area comunicazione
- Ufficio stampa: Simone Camardese
- Relazioni esterne: Rosanna Rosati

Area marketing
- Ufficio marketing: Paolo Cassieri, Maurizio Sensi

Area sanitaria
- Medico: Daniele Checcarelli, Giuseppe Sabatino
- Preparatore atletico: Massimo Ciucci, Carlo Siti
- Fisioterapista: Mauro Proietti, Federico Sportellini
- Ortopedico: Giuliano Cerulli
- Massaggiatore: Emilio Giusti
- Radiologo: Massimo Bianchi

## Rosa
| N° | Nome                    | Ruolo | Data di nascita   | Nazionalità sportiva |
| -- | ----------------------- | ----- | ----------------- | -------------------- |
| 1  | Simone Buti             | C     | 19 settembre 1983 | Italia               |
| 2  | Christian Fromm         | S     | 15 agosto 1990    | Germania             |
| 3  | Adriano Paolucci        | P     | 11 febbraio 1979  | Italia               |
| 5  | Luciano De Cecco        | P     | 2 giugno 1988     | Argentina            |
| 7  | Andrea Giovi            | L     | 19 agosto 1983    | Italia               |
| 9  | Rocco Barone            | C     | 14 dicembre 1987  | Italia               |
| 10 | Giōrgos Tzioumakas      | O     | 23 gennaio 1995   | Grecia               |
| 11 | Thomas Beretta          | C     | 18 aprile 1990    | Italia               |
| 13 | Goran Vujević           | S     | 27 febbraio 1973  | Montenegro           |
| 14 | Aleksandar Atanasijević | O     | 4 settembre 1991  | Serbia               |
| 15 | Fabio Fanuli            | L     | 10 febbraio 1985  | Italia               |
| 17 | Joseph Sunder           | S     | 18 maggio 1989    | Stati Uniti          |
| 18 | Gabriele Maruotti       | S     | 25 marzo 1988     | Italia               |

## Mercato
| Acquisti | Acquisti           | Acquisti          | Acquisti   |
| R.       | Nome               | da                | Modalità   |
| -------- | ------------------ | ----------------- | ---------- |
| C        | Thomas Beretta     | Milano            | definitivo |
| P        | Luciano De Cecco   | Piacenza          | definitivo |
| S        | Christian Fromm    | Città di Castello | definitivo |
| S        | Gabriele Maruotti  | Piemonte          | definitivo |
| S        | Joseph Sunder      | Bühl              | definitivo |
| O        | Giōrgos Tzioumakas | Piemonte          | definitivo |

| Cessioni | Cessioni             | Cessioni             | Cessioni   |
| R.       | Nome                 | a                    | Modalità   |
| -------- | -------------------- | -------------------- | ---------- |
| S        | Konstantin Čupković  | Łuczniczka Bydgoszcz | definitivo |
| O        | Giuseppe Della Corte | Tricolore            | definitivo |
| S        | Dore Della Lunga     | Città di Castello    | definitivo |
| P        | Mihajlo Mitić        | Chaumont             | definitivo |
| S        | Nemanja Petrić       | Modena               | definitivo |
| C        | Andrea Semenzato     | Top Volley Latina    | definitivo |

## Risultati

### Serie A1

#### Girone di andata
| 1ª giornata - 19 ottobre 2014 PalaPanini, Modena                    | Modena             | 3 - 1 | Sir Safety Perugia | 24-26, 25-22, 25-20, 25-21        |
| 2ª giornata - 26 ottobre 2014 PalaEvangelisti, Perugia              | Sir Safety Perugia | 2 - 3 | Trentino           | 25-21, 25-22, 19-25, 18-25, 15-17 |
| 3ª giornata - 29 ottobre 2014 PalaBianchini, Latina                 | Top Volley Latina  | 0 - 3 | Sir Safety Perugia | 21-25, 25-27, 23-25               |
| 4ª giornata - 2 novembre 2014 PalaFabris, Padova                    | Padova             | 0 - 3 | Sir Safety Perugia | 21-25, 23-25, 20-25               |
| 5ª giornata - 9 novembre 2014 PalaEvangelisti, Perugia              | Sir Safety Perugia | 3 - 1 | BluVolley Verona   | 25-22, 26-24, 22-25, 25-20        |
| 7ª giornata - 23 novembre 2014 PalaEvangelisti, Perugia             | Sir Safety Perugia | 3 - 1 | Porto Robur Costa  | 25-21, 23-25, 25-19, 25-22        |
| 8ª giornata - 29 novembre 2014 PalaBanca, Piacenza                  | Piacenza           | 0 - 3 | Sir Safety Perugia | 23-25, 25-27, 20-25               |
| 9ª giornata - 7 dicembre 2014 PalaEvangelisti, Perugia              | Sir Safety Perugia | 3 - 1 | Powervolley Milano | 22-25, 25-17, 25-19, 25-19        |
| 10ª giornata - 13 dicembre 2014 PalaFontescodella, Macerata         | Lube               | 3 - 1 | Sir Safety Perugia | 23-25, 25-23, 26-24, 27-25        |
| 11ª giornata - 21 dicembre 2014 PalaEvangelisti, Perugia            | Sir Safety Perugia | 3 - 2 | Milano             | 19-25, 25-18, 18-25, 25-22, 15-13 |
| 12ª giornata - 26 dicembre 2014 Palazzetto dello Sport, Sansepolcro | Città di Castello  | 0 - 3 | Sir Safety Perugia | 22-25, 17-25, 19-25               |
| 13ª giornata - 28 dicembre 2014 PalaEvangelisti, Perugia            | Sir Safety Perugia | 3 - 1 | Molfetta           | 23-25, 25-17, 25-20, 25-20        |

#### Girone di ritorno
| 14ª giornata - 3 gennaio 2015 PalaEvangelisti, Perugia    | Sir Safety Perugia | 1 - 3 | Modena             | 22-25, 25-20, 22-25, 21-25        |
| 15ª giornata - 18 gennaio 2015 PalaTrento, Trento         | Trentino           | 3 - 1 | Sir Safety Perugia | 23-25, 25-18, 25-18, 25-19        |
| 16ª giornata - 24 gennaio 2015 PalaEvangelisti, Perugia   | Sir Safety Perugia | 3 - 2 | Top Volley Latina  | 25-21, 21-25, 21-25, 25-19, 16-14 |
| 17ª giornata - 1º febbraio 2015 PalaEvangelisti, Perugia  | Sir Safety Perugia | 3 - 0 | Padova             | 25-19, 25-21, 25-21               |
| 18ª giornata - 8 febbraio 2015 PalaOlimpia, Verona        | BluVolley Verona   | 3 - 2 | Sir Safety Perugia | 34-32, 25-20, 18-25, 18-25, 17-15 |
| 20ª giornata - 22 febbraio 2015 PalaGalassi, Forlì        | Porto Robur Costa  | 1 - 3 | Sir Safety Perugia | 25-21, 17-25, 18-25, 29-31        |
| 21ª giornata - 28 febbraio 2015 PalaEvangelisti, Perugia  | Sir Safety Perugia | 3 - 0 | Piacenza           | 25-19, 25-20, 25-20               |
| 22ª giornata - 8 marzo 2015 Palazzetto dello Sport, Monza | Powervolley Milano | 0 - 3 | Sir Safety Perugia | 27-29, 20-25, 24-26               |
| 23ª giornata - 15 marzo 2015 PalaEvangelisti, Perugia     | Sir Safety Perugia | 0 - 3 | Lube               | 25-27, 21-25, 22-25               |
| 24ª giornata - 22 marzo 2015 PalaDesio, Desio             | Milano             | 1 - 3 | Sir Safety Perugia | 25-21, 16-25, 16-25, 21-25        |
| 25ª giornata - 29 marzo 2015 PalaEvangelisti, Perugia     | Sir Safety Perugia | 3 - 0 | Città di Castello  | 25-14, 25-21, 25-19               |
| 26ª giornata - 5 aprile 2015 PalaPoli, Molfetta           | Molfetta           | 2 - 3 | Sir Safety Perugia | 25-21, 25-16, 18-25, 23-25, 14-16 |

#### Play-off scudetto
| Quarti di finale (gara 1) - 11 aprile 2015 PalaEvangelisti, Perugia | Sir Safety Perugia | 2 - 3 | BluVolley Verona   | 18-25, 25-21, 16-25, 25-21, 12-15 |
| Quarti di finale (gara 2) - 19 aprile 2015 PalaOlimpia, Verona      | BluVolley Verona   | 1 - 3 | Sir Safety Perugia | 19-25, 14-25, 26-24, 23-25        |
| Quarti di finale (gara 3) - 2 aprile 2015 PalaEvangelisti, Perugia  | Sir Safety Perugia | 3 - 1 | BluVolley Verona   | 25-20, 21-25, 26-24, 21-18        |
| Semifinali (gara 1) - 25 aprile 2015 PalaTrento, Trento             | Trentino           | 3 - 1 | Sir Safety Perugia | 29-31, 25-18, 25-23, 25-18        |
| Semifinali (gara 2) - 28 aprile 2015 PalaEvangelisti, Perugia       | Sir Safety Perugia | 3 - 1 | Trentino           | 25-22, 28-26, 12-25, 25-18        |
| Semifinali (gara 3) - 1º maggio 2015 PalaTrento, Trento             | Trentino           | 3 - 2 | Sir Safety Perugia | 25-20, 29-27, 22-25, 25-27, 16-14 |

### Coppa Italia

#### Fase a eliminazione diretta
| Quarti di finale - 6 gennaio 2015 PalaEvangelisti, Perugia | Sir Safety Perugia | 3 - 0 | BluVolley Verona   | 25-13, 29-27, 25-22               |
| Semifinali - 10 gennaio 2015 PalaDozza, Bologna            | Trentino           | 3 - 2 | Sir Safety Perugia | 22-25, 28-26, 19-25, 25-14, 15-10 |

### Champions League

#### Fase a gironi
| 1ª giornata - 6 novembre 2014 PalaEvangelisti, Perugia            | Sir Safety Perugia | 3 - 1 | Halkbank           | 25-23, 23-25, 25-23, 30-28        |
| 2ª giornata - 19 novembre 2014 Centre Municipal des Sports, Tours | Tours              | 2 - 3 | Sir Safety Perugia | 28-26, 25-27, 25-23, 26-28, 11-15 |
| 3ª giornata - 2 dicembre 2014 Lotto Dôme, Maaseik                 | Maaseik            | 0 - 3 | Sir Safety Perugia | 22-25, 15-25, 18-25               |
| 4ª giornata - 17 dicembre 2014 PalaEvangelisti, Perugia           | Sir Safety Perugia | 3 - 0 | Maaseik            | 25-19, 25-20, 25-20               |
| 5ª giornata - 22 gennaio 2015 PalaEvangelisti, Perugia            | Sir Safety Perugia | 3 - 0 | Tours              | 25-19, 25-23, 25-20               |
| 6ª giornata - 27 gennaio 2015 Başkent Voleybol Salonu, Ankara     | Halkbank           | 3 - 1 | Sir Safety Perugia | 25-17, 19-25, 25-19, 25-18        |

#### Fase a eliminazione diretta
| Play-off a 12 (andata) - 12 febbraio 2015 Hala Sportowa, Jastrzębie-Zdrój | Jastrzębski Węgiel | 2 - 3 | Sir Safety Perugia | 25-18, 21-25, 25-27, 26-24, 11-15 |
| Play-off a 12 (ritorno) - 18 febbraio 2015 PalaEvangelisti, Perugia       | Sir Safety Perugia | 3 - 0 | Jastrzębski Węgiel | 25-18, 25-22, 25-17               |
| Play-off a 6 (andata) - 4 marzo 2015 PalaEvangelisti, Perugia             | Sir Safety Perugia | 3 - 2 | Skra Bełchatów     | 25-17, 20-25, 25-23, 23-25, 16-14 |
| Play-off a 6 (ritorno) - 11 marzo 2015 Hala Energia, Bełchatów            | Skra Bełchatów     | 3 - 1 | Sir Safety Perugia | 16-25, 25-22, 25-23, 25-18        |

## Statistiche

### Statistiche di squadra
| Competizione     | Punti | In casa | In casa | In casa | In trasferta | In trasferta | In trasferta | Totale | Totale | Totale |
| Competizione     | Punti | G       | V       | P       | G            | V            | P            | G      | V      | P      |
| ---------------- | ----- | ------- | ------- | ------- | ------------ | ------------ | ------------ | ------ | ------ | ------ |
| Serie A1         | 50    | 15      | 11      | 4       | 15           | 9            | 6            | 30     | 20     | 10     |
| Coppa Italia     | -     | 1       | 1       | 0       | -            | -            | -            | 2      | 1      | 1      |
| Champions League | 14    | 5       | 5       | 0       | 5            | 3            | 2            | 10     | 8      | 2      |
| Totale           | -     | 21      | 17      | 4       | 20           | 12           | 8            | 42     | 29     | 13     |

G = partite giocate; V = partite vinte; P = partite perse

### Statistiche dei giocatori
| Giocatore       | Serie A1 | Serie A1 | Serie A1 | Serie A1 | Serie A1 | Coppa Italia | Coppa Italia | Coppa Italia | Coppa Italia | Coppa Italia | Champions League | Champions League | Champions League | Champions League | Champions League | Totale | Totale | Totale | Totale | Totale |
| Giocatore       | P        | PT       | AV       | MV       | BV       | P            | PT           | AV           | MV           | BV           | P                | PT               | AV               | MV               | BV               | P      | PT     | AV     | MV     | BV     |
| --------------- | -------- | -------- | -------- | -------- | -------- | ------------ | ------------ | ------------ | ------------ | ------------ | ---------------- | ---------------- | ---------------- | ---------------- | ---------------- | ------ | ------ | ------ | ------ | ------ |
| A. Atanasijević | 30       | 664      | 584      | 36       | 44       | 2            | 43           | 33           | 5            | 5            | 9                | 181              | 152              | 9                | 20               | 41     | 888    | 769    | 50     | 69     |
| R. Barone       | 26       | 126      | 89       | 28       | 9        | 2            | 1            | 1            | 0            | 0            | 6                | 25               | 20               | 3                | 2                | 34     | 152    | 110    | 31     | 11     |
| T. Beretta      | 29       | 146      | 89       | 49       | 8        | 2            | 16           | 9            | 7            | 0            | 10               | 77               | 45               | 30               | 2                | 41     | 239    | 143    | 86     | 10     |
| S. Buti         | 27       | 176      | 116      | 49       | 11       | 2            | 15           | 8            | 5            | 2            | 7                | 51               | 33               | 12               | 6                | 36     | 242    | 157    | 66     | 19     |
| L. De Cecco     | 27       | 82       | 36       | 24       | 22       | 2            | 5            | 2            | 1            | 2            | 9                | 33               | 15               | 10               | 8                | 38     | 120    | 53     | 35     | 32     |
| F. Fanuli       | 16       | -        | -        | -        | -        | 0            | -            | -            | -            | -            | 7                | 1                | 1                | -                | -                | 23     | 1      | 1      | -      | -      |
| C. Fromm        | 30       | 405      | 342      | 30       | 33       | 2            | 25           | 19           | 2            | 4            | 10               | 147              | 112              | 10               | 25               | 42     | 577    | 473    | 42     | 62     |
| A. Giovi        | 24       | -        | -        | -        | -        | 2            | -            | -            | -            | -            | 7                | -                | -                | -                | -                | 33     | -      | -      | -      | -      |
| G. Maruotti     | 21       | 94       | 80       | 11       | 3        | 1            | 2            | 2            | 0            | 0            | 6                | 59               | 52               | 6                | 1                | 28     | 155    | 134    | 17     | 4      |
| A. Paolucci     | 18       | 10       | 5        | 2        | 3        | 1            | 0            | 0            | 0            | 0            | 7                | 3                | 1                | 0                | 2                | 26     | 13     | 6      | 2      | 5      |
| J. Sunder       | 25       | 47       | 43       | 3        | 1        | 2            | 2            | 2            | 0            | 0            | 6                | 14               | 13               | 1                | 0                | 33     | 63     | 58     | 4      | 1      |
| G. Tzioumakas   | 20       | 5        | 4        | 1        | 0        | 0            | 0            | 0            | 0            | 0            | 6                | 26               | 24               | 2                | 0                | 26     | 31     | 28     | 3      | 0      |
| G. Vujević      | 29       | 136      | 109      | 18       | 9        | 2            | 20           | 18           | 1            | 1            | 7                | 28               | 24               | 2                | 2                | 38     | 184    | 151    | 21     | 12     |

P = presenze; PT = punti totali; AV = attacchi vincenti; MV = muri vincenti; BV = battute vincenti